# Marin Draganja
Marin Draganja (Split, 13 de Maio de 1991) é um tenista profissional croata, conhecido por ser um especialista em duplas.

## ATP finas

### Duplas: 6 (3 títulos, 3 vices)
| Legenda                           |
| Grand Slam (0–0)                  |
| ATP World Tour (0–0)              |
| ATP World Tour Masters 1000 (0–0) |
| ATP World Tour 500 Series (1–1)   |
| ATP World Tour 250 Series (2–2)   |

| Finais por Piso' |
| Duro (2–3)       |
| Saibro (1–0)     |
| Grama (0–0)      |
| Carpete (0–0)    |

| Posição | N. | Data              | Torneio                                       | Piso     | Parceiro       | Oponentes                            | Placar                  |
| Vice    | 1. | 5 Janeiro 2014    | Aircel Chennai Open, Chennai, Índia           | Duro     | Mate Pavić     | Johan Brunström Frederik Nielsen     | 2–6, 6–4, [7–10]        |
| Campeão | 1. | 20 Julho 2014     | International German Open, Hamburgo, Alemanha | Saibro   | Florin Mergea  | Alexander Peya Bruno Soares          | 6–4, 7–5                |
| Vice    | 2. | 21 Setembro 2014  | Moselle Open, Metz, França                    | Duro (i) | Henri Kontinen | Mariusz Fyrstenberg Marcin Matkowski | 7–6(7–3), 3–6, [8–10]   |
| Vice    | 3. | 26 Outubro 2014   | Swiss Indoors, Basel, Suiça                   | Duro (i) | Henri Kontinen | Vasek Pospisil Nenad Zimonjić        | 6-7(13-15), 6-1, [5-10] |
| Campeão | 2. | 8 Fevereiro 2015  | PBZ Zagreb Indoors, Zagreb, Croácia           | Duro (i) | Henri Kontinen | Fabrice Martin Purav Raja            | 6-4, 6-4                |
| Campeão | 3. | 22 Fevereiro 2015 | Open 13, Marseille, França                    | Duro (i) | Henri Kontinen | Colin Fleming Jonathan Marray        | 6–4, 3–6, [10–8]        |